# هتل کارتن
هتل کارتن فیلمی به کارگردانی و نویسندگی سیروس الوند و تهیه‌کنندگی احمد نجفی و سیروس الوند
ساخته سال ۱۳۷۵ است. این فیلم در شهریور ۱۳۷۶ بر روی پرده سینما رفت.

## خلاصه فیلم
بهرام ادیب قهرمان سابق والیبال، پس از سالها دوری از وطن برای دیدن سعید تنها فرزندش به کشور بازمی‌گردد وارد ایران شود…

## بازیگران
- احمد نجفی
- بیتا فرهی
- سیروس ابراهیم زاده
- سهیلا رضوی
- فرخ نعمتی
- سعید پیردوست
- اکبر معززی
- غلامحسین لطفی
- عزت الله مهرآوران
- امین حیایی
- آرین خلج
- رزیتا غفاری
- فتانه آصف
- محسن قاضی مرادی

## جشنواره‌های داخلی

### جشنواره فیلم فجر
فیلم هتل کارتن در پانزدهمین دوره جشنواره فیلم فجر (۱۳۷۵) توانست دیپلم افتخار در بخش نقش اول مرد (احمد نجفی) را دریافت کند.

### جشن خانه سینما
این فیلم در اولین دوره جشن خانه سینما (۱۳۷۶) کاندیدای دریافت بهترین فیلم‌نامه (سیروس الوند) بوده‌است.

### جشنواره فیلم آبادان
فیلم هتل کارتن در اولین دوره جشنواره بین‌المللی فیلم اجتماعی آبادان حضور داشته‌است.

## جشنواره‌های خارجی

### جشنواره فیلم مونترال
هتل کارتن در جشنواره بین‌المللی فیلم مونترال (۱۳۷۶) حضور داشته‌است.

### جشنواره فیلم دمشق
فیلم هتل کارتن در دهمین دوره جشنواره بین‌المللی فیلم دمشق (۱۳۷۶) نیز حضور داشته‌است.

### جشنواره فیلم بیروت
این فیلم در دومین دوره جشنواره بین‌المللی فیلم بیروت (۱۳۷۷) حضور داشته‌است.

### جشنواره فیلم بوگوتا
هتل کارتن در پانزدهمین جشنواره بین‌المللی فیلم بوگوتا(۱۳۷۷) نیز حضور داشته‌است.

### جشنواره فیلم هیوستن
این فیلم در جشنواره بین‌المللی فیلم‌های ایرانی در موزه هنرهای زیبای هیوستن (۱۳۷۸) شرکت کرده‌است.

### جشنواره فیلم بوستن
این فیلم در ششمین دوره جشنواره بین‌المللی فیلم‌های ایرانی در موزه هنرهای زیبای بوستن (۱۳۷۸) شرکت کرده‌است.

### جشنواره فیلم یوگسلاوی
هتل کارتن در جشنواره بین‌المللی فیلم‌های ایرانی در موزه فیلم یوگسلاوی (۱۳۷۸) شرکت کرده‌است.

### جشنواره فیلم براتیسلاوا
هتل کارتن در جشنواره بین‌المللی فیلم‌های ایرانی در براتیسلاوا (۱۳۷۸) حضور داشته‌است.